# Пісочник атлантичний
Пісо́чник атланти́чний (Charadrius sanctaehelenae) — вид сивкоподібних птахів родини сивкових (Charadriidae). Це національний птах острова Святої Єлени, зображений на гербі та прапорі острова.

## Поширення
Ендемік острова Святої Єлени на півдні Атлантичного океану. Мешкає на відкритих просторах острова. Птах перебуває під загрозою зникнення. У 1988—1989 роках зафіксовано близько 450 птахів. У 2000—2001 роках чисельність виду зменшилася до 350 дорослих птахів. У 2016 році зареєстровано 559 статевозрілих особин. Популяція досягла найвищої зареєстрованої кількості 627 статевозрілих особин у 2018 році, тоді як опитування 2019 року зафіксували 545 статевозрілих особин.